# Фьязелла, Доменико
Доменико Фьязелла (итал. Domenico Fiasella; 12 августа 1589, Сарцана, Лигурия — 19 октября 1669, Генуя) — итальянский живописец, рисовальщик и гравёр эпохи контрреформации и стиля бароккоа генуэзской школы. Известен под прозванием «Иль Сарцана» (итал. Il Sarzana), по месту рождения.

## Биография
Фьязелла родился в Лигурии (северо-западная Италия), в семье Джованни Фьязеллы, серебряных дел мастера, который, заметив его талант, отдал его в одиннадцатилетнем возрасте в ученики к Аурелио Ломи в Генуе, а затем в живописную мастерскую Джованни Баттисты Паджи.
Около 1607 года Доменико Фьязелла уехал в Рим, где часто посещал Академию рисования обнажённой натуры (Accademia del Nudo). Его способности были признаны Гвидо Рени и Кириако Маттеи, что побудило Доменико Пассиньяно и Джузеппе Чезари (кавалера Д’Арпино) принять его в качестве помощника. Маркиз Винченцо Джустиниани заказывал Фьязелле картины, в том числе «Христос, исцеляющий слепого» и «Христос, воскрешающий сына вдовы из Наина» (обе картины в конечном итоге были приобретены Джоном Ринглингом и завещаны Музею искусств Джона и Мейбл Ринглинг после его смерти).
Во время пребывания в Риме Доменико Фьязелла завершил картину «Бегство в Египет»; именно она, судя по всему, описана Рафаэле Сопрани в его сборнике биографий генуэзских живописцев: «Одной из самых известных работ Фьязеллы в Риме была картина, изображающая Святую Деву Марию со Святым Иосифом и Младенцем Иисусом на пути в Египет. Эта картина была подарена папе Павлу V, которому она очень понравилась».
Алтарная картина работы Фьязеллы «Вознесение Девы Марии» (Ассунта) для церкви Санта-Мария-Ассунта была заказана Валерио Массими. В 1616 году художник вернулся в Геную. Он написал фреску «История Эсфири» для Палаццо Ламеллини-алла-Дзекка в Генуе.
Среди учеников Фьязеллы были Грегорио де Феррари, Валерио Кастеллo, Анжелика Вероника Айрола, Франческо Капурро, Франческо Джентилески, Франческо Мерано, Джованни Паоло Одерико, Лука Сальтарелло, Джованни Стефано Вердура, Лаццаро Вилланова, Джованни Андреа Подеста и Джованни Винченцо Дзерби. Время от времени он сотрудничал с художником фламандского происхождения Джакомо Леджи, который жил и работал в Генуе.

## Галерея

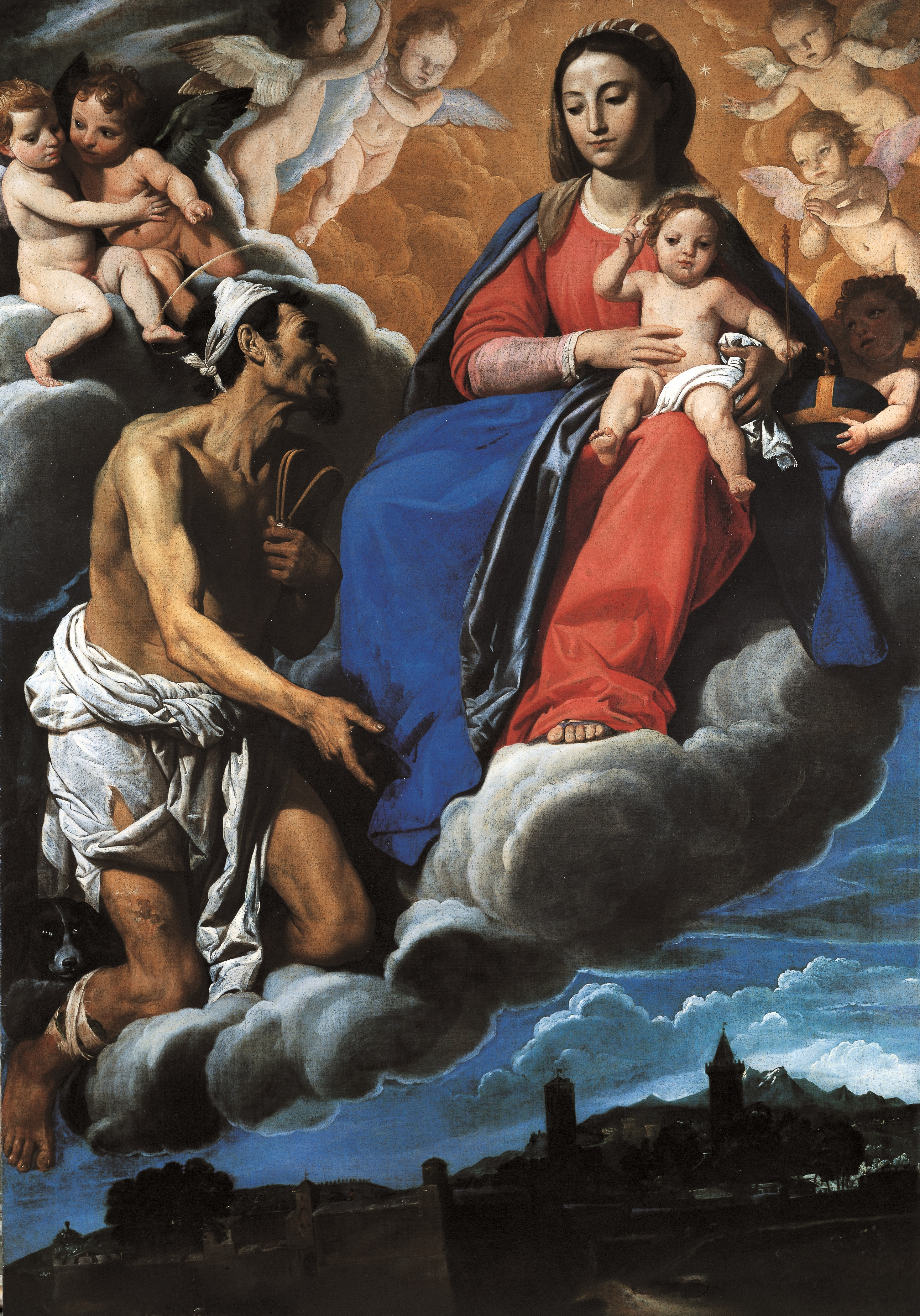
Святой Лазарь молит Деву Марию о городе Сарцана. 1616. Холст, масло. Церковь Сан-Ладзаро, Сарцана
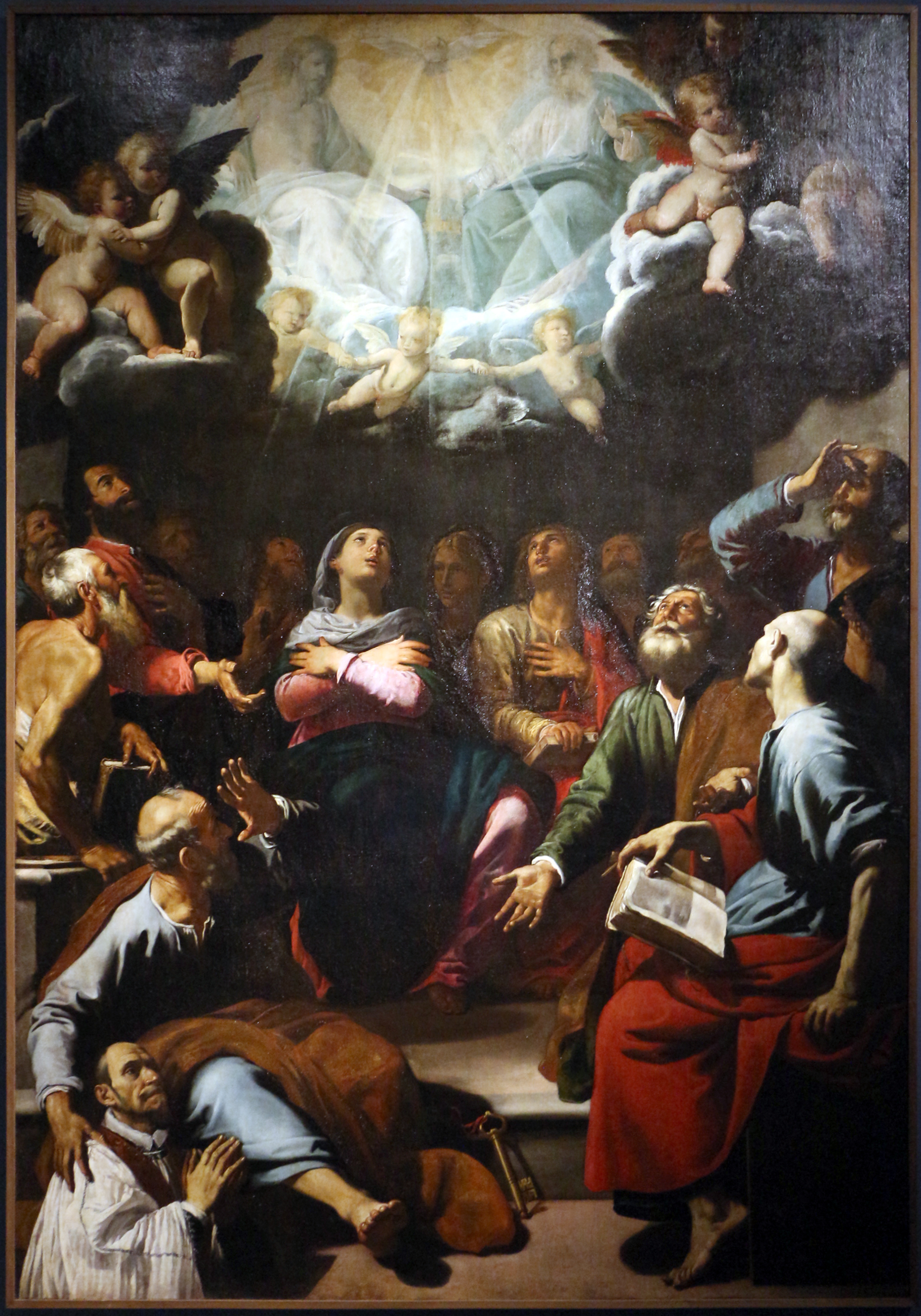
Сошествие Святого Духа на апостолов. 1618
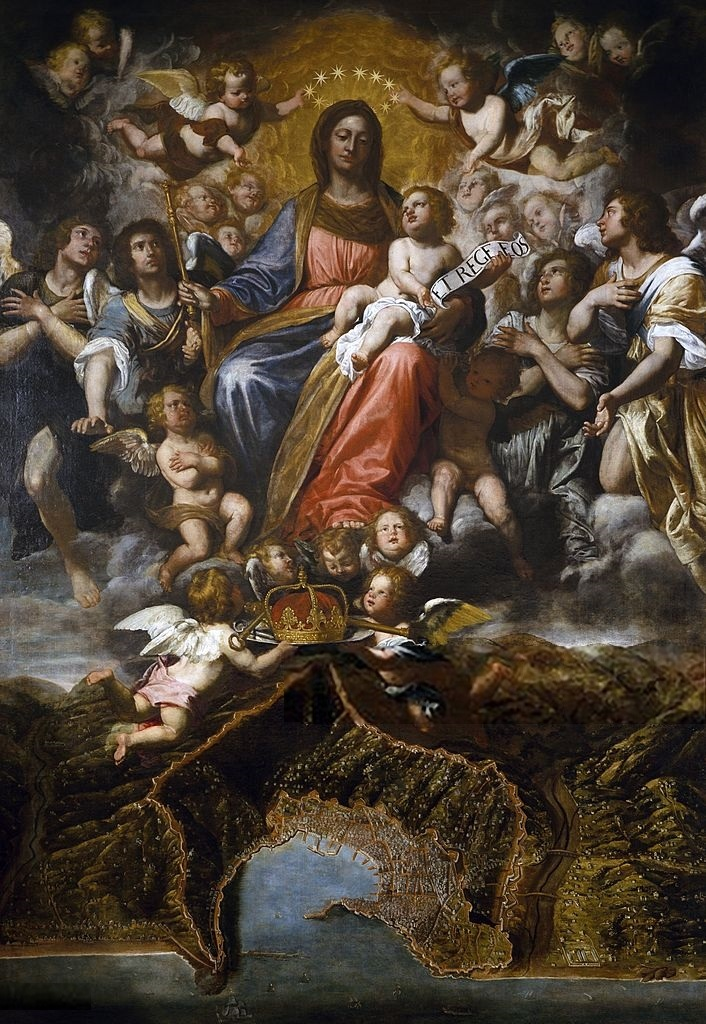
Дева Мария — Царица небесная Генуи (Nostra Signora regina di Genova). Ок. 1637. Холст, масло. Церковь Сан-Джорджо-Дженовезе, Палермо
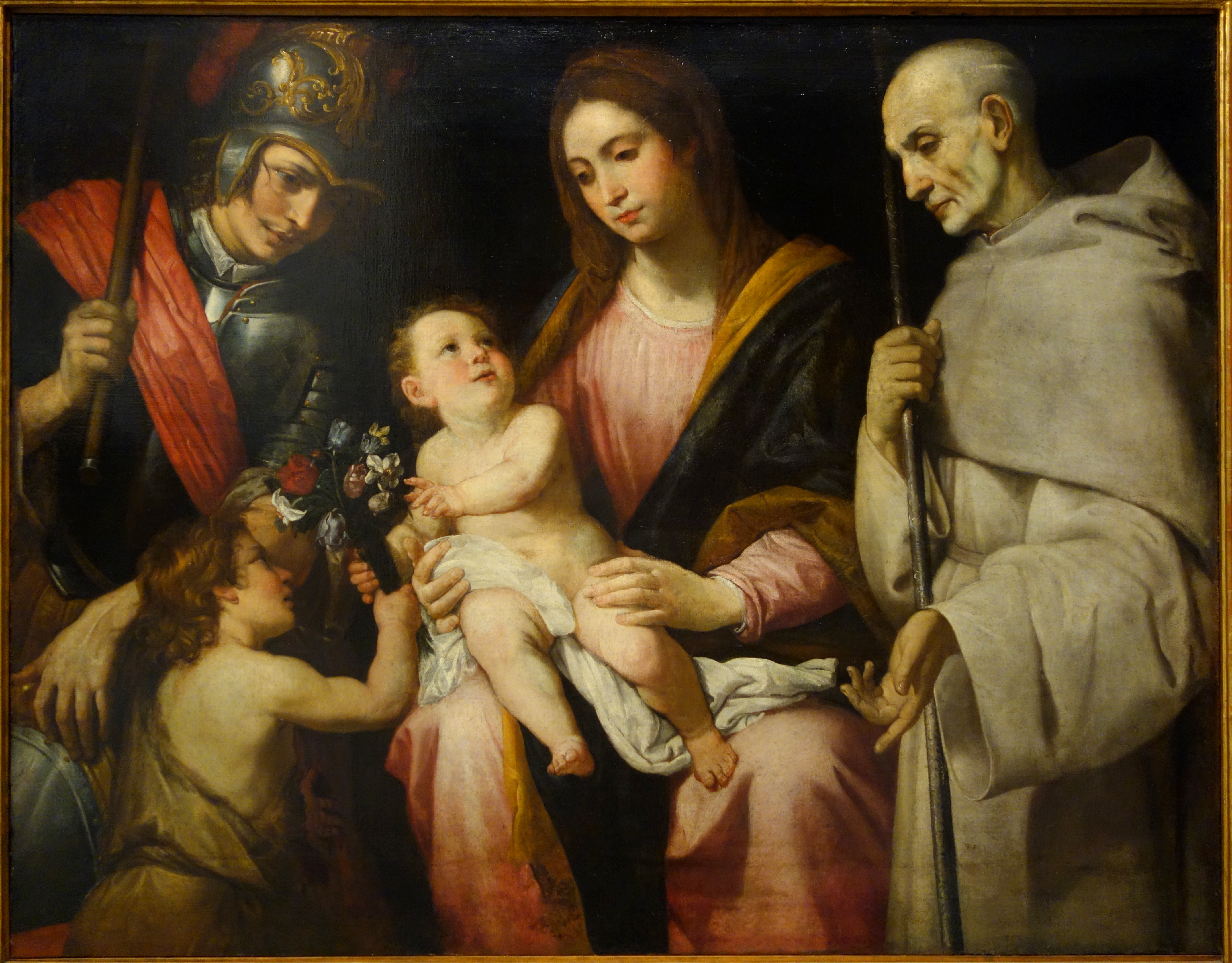
Мадонна с Младенцем, святыми Георгием, Бернардом и Иоанном. Ок. 1640. Холст, масло. Лигурийская академия изящных искусств, Генуя
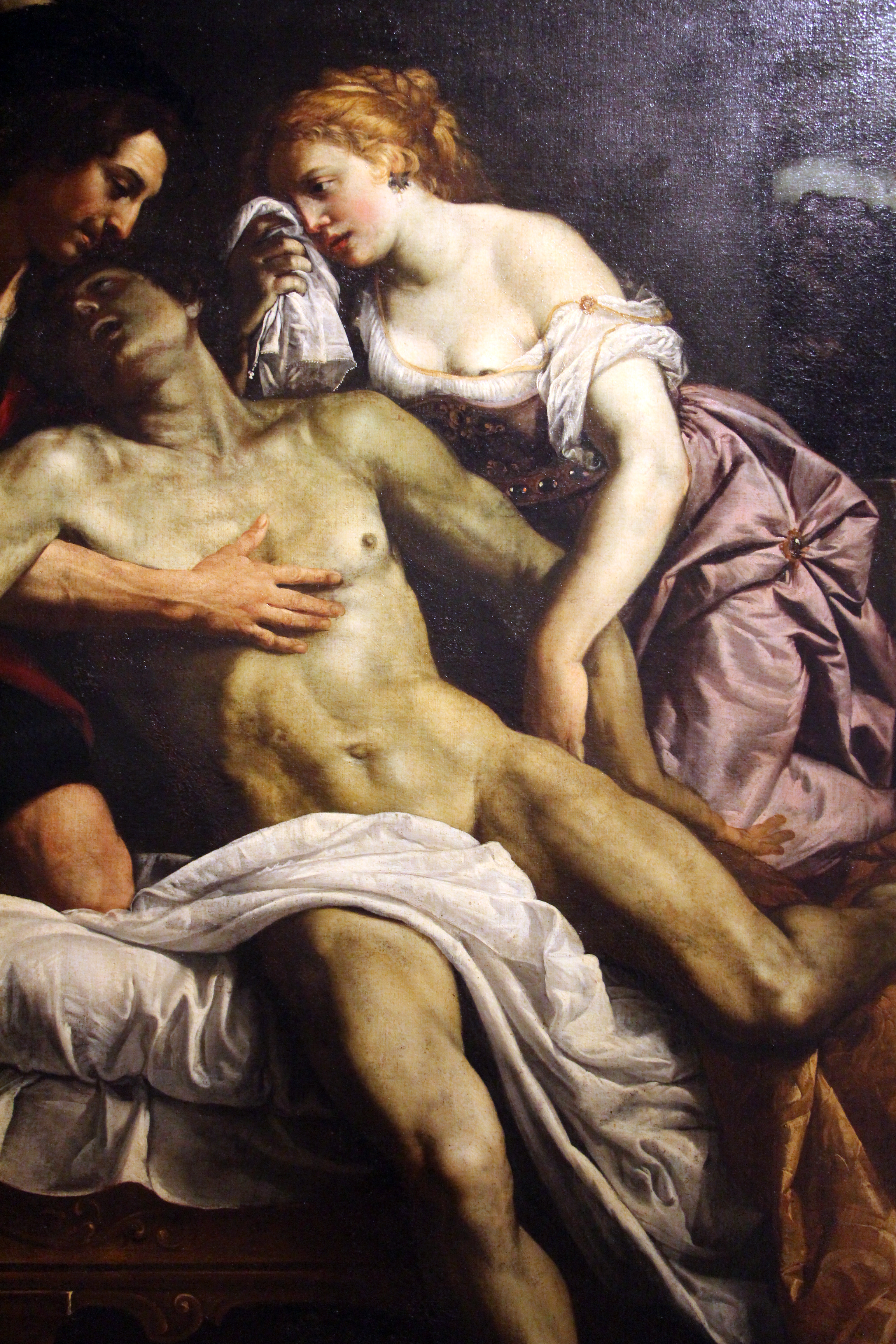
Смерть Мелеагра. Между 1600 и 1650. Холст, масло. Лигурийская академия изящных искусств, Генуя
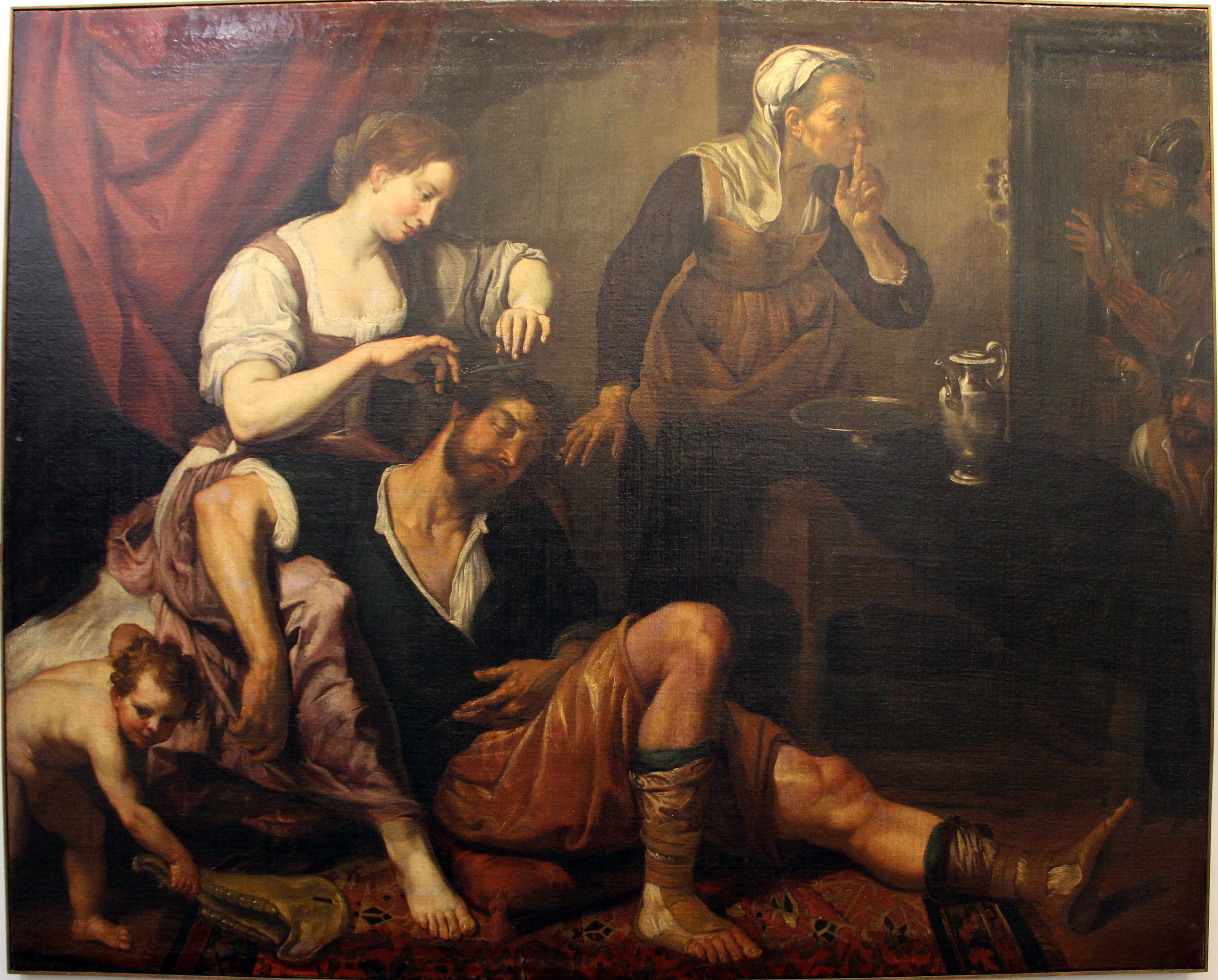
Самсон и Далила. Холст, масло. Палаццо Бьянко, Музеи Страда Нуова, Генуя
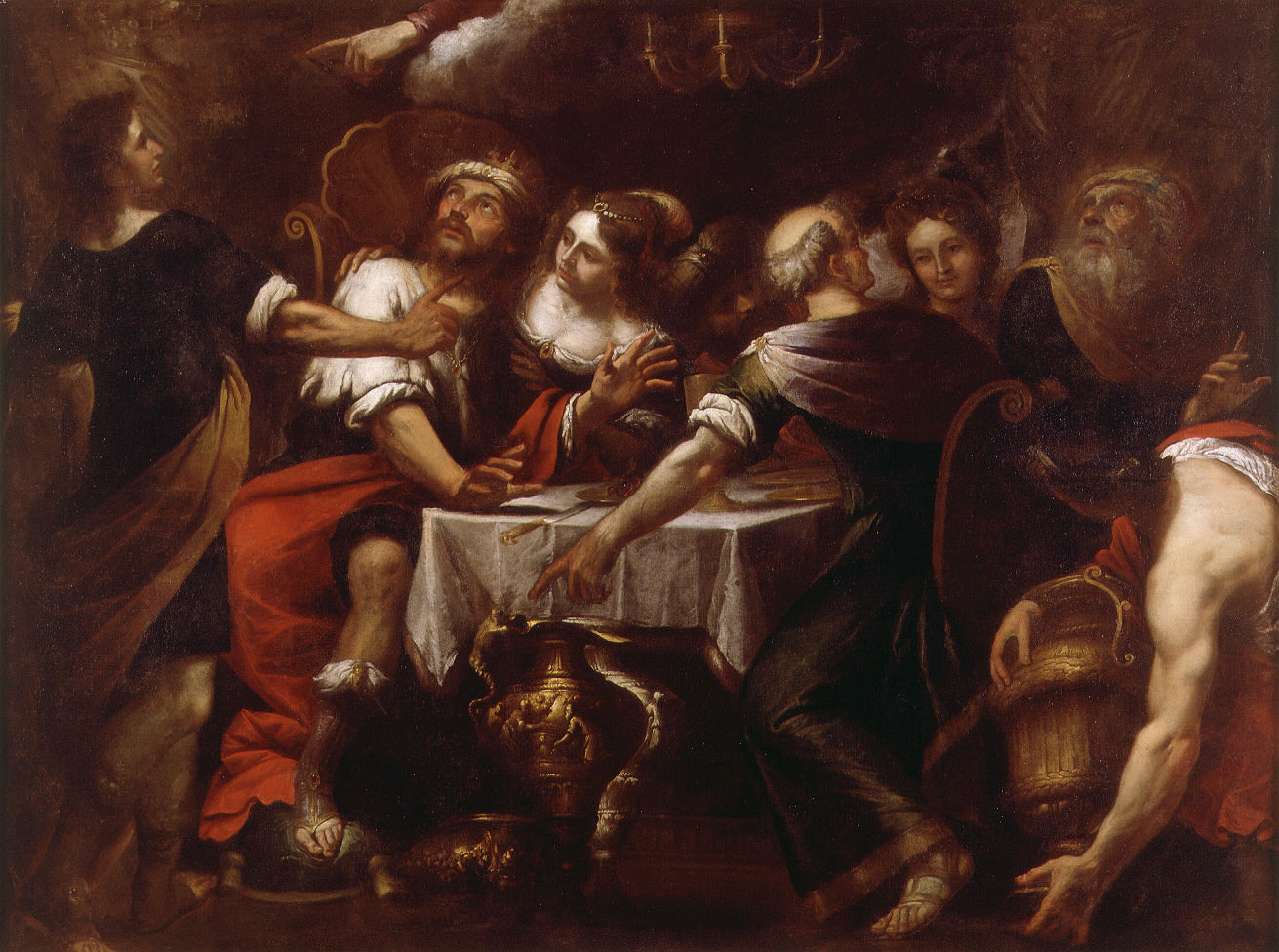
Пир Валтасара. Холст, масло. Музей изящных искусств Валенсии, Валенсия, Испания